# Капитал (Скопие)
Вижте пояснителната страница за други значения на Капитал.
„Капитал“ (на македонска литературна норма: „Капитал“) е седмично икономическо списание от Северна Македония.
Първият му брой излиза на 24 септември 1999 г. Издател на списанието е „Економист ООД“, Скопие. Мотото на списанието е „Само идејата е капитал, се друго е пари“. Директор и главен и отговорен редактор е Любчо Зиков.
„Капитал“ участва в многобройни проекти, изследвания и форуми, посветени на икономически теми. Носител е на награди и признания.